# Маляр Ігор Андрійович
І́гор Андрі́йович Маляр (2001—2023) — солдат ОЗСП «Азов», оборонець Маріуполя. Кавалер ордена «За мужність» ІІІ ступеня.

## Життєпис
Народився 18 червня 2001 року в селі Северинівка, Вінницька область.
Закінчив Тульчинський технікум ветеринарної медицини, де здобув спеціальність ветеринара. Під час навчання працював підсобним робітником у ТОВ «Вінницька птахофабрика „Наша ряба“».
У 2020-му році призваний служити в НГУ.
Служив стрільцем 2 відділення 2 стрілецького взводу стрілецької роти (з конвоювання, екстрадиції та охорони підсудних) стрілецького батальйону (з конвоювання, екстрадиції, охорони підсудних та охорони громадського порядку) військової частини А3057 Національної гвардії України.
Загинув від нанесеного удару ворожої авіації під час виконання бойових завдань 26 березня 2022 року обороняючи «Азовсталь».
ДНК-експертиза підтвердила особу воїна. Похорон відбувся 2 квітня 2023 року.
Указом президента України від 3 листопада 2023 року нагороджений орденом «За мужність» ІІІ ступеня посмертно
В селі Северинівка, де народився захисник, вулицю Набережну перейменували на його честь.